# Distretto di Dowein
Il distretto di Dowein è un distretto della Liberia facente parte della contea di Bomi.